# He Got Rid of the Moths
He Got Rid of the Moths è un cortometraggio muto del 1910. Il nome del regista non viene riportato nei credit del film.

## Trama
La lotta contro le tarme di Billy Barker, un scapolo che scopre che i voraci insetti gli hanno mangiato mezzo guardaroba.

## Produzione
Il film fu prodotto dalla Lubin Manufacturing Company.

## Distribuzione
Distribuito dalla Lubin Manufacturing Company, il film - un cortometraggio della lunghezza di 165 metri - uscì nelle sale cinematografiche statunitensi il 17 gennaio 1910. Nelle proiezioni, veniva programmato con il sistema dello split reel, accorpato in un'unica bobina con un altro cortometraggio prodotto dalla Lubin, la commedia A Slippery Day.